# 村松航太
村松 航太（むらまつ こうた、1997年8月22日 - ）は、静岡県藤枝市出身のサッカー選手。Jリーグ・ブラウブリッツ秋田所属。ポジションはディフェンダー。

## 来歴
清水エスパルスユースから順天堂大学に進学し、清水ユース在籍時にはU-17日本代表、大学3年時には関東大学リーグベストイレブンにも選出。
2019年、翌シーズンからのギラヴァンツ北九州への加入が内定した。

### ギラヴァンツ北九州
2020年、J2のギラヴァンツ北九州に加入。リーグ戦第2節の V・ファーレン長崎戦でCBとしてJリーグ初出場を果たすとそこからスタメンに定着し40試合に先発出場(うちフル出場は38試合)  。出場時間もフィールドプレーヤーではMF髙橋大悟に次ぐ3,575分を記録しチームの躍進に貢献した。
2021年には加入2年目ながらキャプテンに就任、同年の北九州のDFとしては最多の34試合、時間数では全試合フル出場だったMF髙橋大悟に次ぐ2,937分出場したが、チームは21位となりJ3降格。

### V・ファーレン長崎
2021年12月27日、V・ファーレン長崎への完全移籍が発表された。開幕から6試合連続先発フル出場した後、7試合連続でリーグ戦出場はなかったが、第14節以降第30節まで17試合中15試合で先発、うち12試合フル出場する。しかし第31節から3試合連続後半途中出場した後、シーズン残り9試合では1試合ベンチ入りしたのみで出場機会はなくシーズンを終えた。

### ギラヴァンツ北九州（期限付き移籍）
2023年、ギラヴァンツ北九州へ期限付き移籍で再び加入。同シーズンはチーム唯一のJ3リーグ38試合全試合出場を果たし、うち36試合でフル出場した。7月1日の沼津戦では、前半15分に先制点となるゴールを決め、これがプロ公式戦初得点となった。

### ブラウブリッツ秋田
2023年12月22日、北九州への期限付き移籍満了と同時にブラウブリッツ秋田への完全移籍が発表された。

## 所属クラブ
- 青島北サッカースポーツ少年団
- 藤枝東FC
- 清水エスパルスユース
- 順天堂大学
- 2020年 - 2021年  ギラヴァンツ北九州
- 2022年 - 2023年  V・ファーレン長崎
  - 2023年  ギラヴァンツ北九州 (期限付き移籍)
- 2024年 -  ブラウブリッツ秋田

## 個人成績
| 国内大会個人成績 | 国内大会個人成績 | 国内大会個人成績 | 国内大会個人成績 | 国内大会個人成績 | 国内大会個人成績 | 国内大会個人成績 | 国内大会個人成績          | 国内大会個人成績 | 国内大会個人成績 | 国内大会個人成績 | 国内大会個人成績 |
| 年度             | クラブ           | 背番号           | リーグ           | リーグ戦         | リーグ戦         | リーグ杯         | リーグ杯                  | オープン杯       | オープン杯       | 期間通算         | 期間通算         |
| 年度             | クラブ           | 背番号           | リーグ           | 出場             | 得点             | 出場             | 得点                      | 出場             | 得点             | 出場             | 得点             |
| 日本             | 日本             | 日本             | 日本             | リーグ戦         | リーグ戦         | リーグ杯         | リーグ杯                  | 天皇杯           | 天皇杯           | 期間通算         | 期間通算         |
| ---------------- | ---------------- | ---------------- | ---------------- | ---------------- | ---------------- | ---------------- | ------------------------- | ---------------- | ---------------- | ---------------- | ---------------- |
| 2020             | 北九州           | 16               | J2               | 40               | 0                | -                | -                         | -                | -                | 40               | 0                |
| 2021             | 北九州           | 5                | J2               | 34               | 0                | -                | -                         | 1                | 0                | 35               | 0                |
| 2022             | 長崎             | 16               | J2               | 26               | 0                | -                | -                         | 2                | 0                | 28               | 0                |
| 2023             | 北九州           | 6                | J3               | 38               | 1                | -                | -                         | 1                | 0                | 39               | 1                |
| 2024             | 秋田             | 16               | J2               | 32               | 0                | 1                | 0                         | 0                | 0                | 33               | 0                |
| 2025             | 秋田             | 16               | J2               |                  |                  |                  |                           |                  |                  |                  |                  |
| 通算             | 日本             | 日本             | J2               | 132              | 0                | 1                | 0\|\|\|3\|\|0\|\|136\|\|0 |                  |                  |                  |                  |
| 通算             | 日本             | 日本             | J3               | 38               | 1                | -                | -                         | 1                | 0                | 39               | 1                |
| 総通算           | 総通算           | 総通算           | 総通算           | 170              | 1                | 1                | 0                         | 4                | 0                | 175              | 1                |

- Jリーグ初出場 - 2020年6月27日 J2リーグ第2節 対V・ファーレン長崎戦（トランスコスモススタジアム長崎）
- Jリーグ初得点 - 2023年7月1日 J3リーグ第16節 対アスルクラロ沼津戦（愛鷹広域公園多目的競技場）

## タイトル

### 個人
- 関東大学サッカーリーグ戦・ベストイレブン（2018年）

## 代表歴
- U-17日本代表
  - 第18回国際ユースサッカー大会in新潟（2014年）[1]